# Guido Burgstaller
Guido Burgstaller (Villach, 29 aprile 1989) è un calciatore austriaco, attaccante del Rapid Vienna.

## Biografia
È nato a Villach in Carinzia.
Il 16 dicembre 2024, mentre si trovava nel centro di Vienna, è stato vittima di un'aggressione fisica da parte di uno sconosciuto che gli ha causato un grave ferimento alla testa e la frattura del cranio.

## Carriera

### Club
Debutta in Fußball-Bundesliga il 17 luglio 2009 nella vittoria per 3-1 contro l'Austria Kärnten. Il 9 gennaio 2017 lo Schalke, in seguito all'infortunio di Huntelaar, preleva il calciatore del Norimberga.
Il 30 settembre 2020 viene acquistato a zero dal St. Pauli.
Nel 2022 torna al Rapid Vienna.

### Nazionale
Dopo numerose presenze con le varie nazionali giovanili austriache, nel 2012 ha esordito in nazionale maggiore.
Nel marzo 2023 il commissario tecnico Ralf Rangnick lo ha temporaneamente escluso dalle convocazioni in nazionale, assieme a Marco Grüll e Niklas Hedl, dopo che il 26 febbraio 2024 i tre calciatori del Rapid Vienna sono stati filmati mentre rivolgevano insulti omofobi nei confronti dell'Austria Vienna durante i festeggiamenti per la vittoria del derby.

## Statistiche

### Presenze e reti nei club
Statistiche aggiornate al 30 maggio 2020.
| Stagione               | Squadra                | Campionato             | Campionato | Campionato | Coppe nazionali | Coppe nazionali | Coppe nazionali | Coppe continentali | Coppe continentali | Coppe continentali | Altre coppe | Altre coppe | Altre coppe | Totale | Totale | Totale |
| Stagione               | Squadra                | Comp                   | Pres       | Reti       | Comp            | Pres            | Reti            | Comp               | Pres               | Reti               | Comp        | Pres        | Reti        | Pres   | Reti   |        |
| ---------------------- | ---------------------- | ---------------------- | ---------- | ---------- | --------------- | --------------- | --------------- | ------------------ | ------------------ | ------------------ | ----------- | ----------- | ----------- | ------ | ------ | ------ |
| 2006-2007              | Kärnten                | EL                     | 4          | 1          | CA              | -               | -               | -                  | -                  | -                  | -           | -           | -           | 4      | 1      |        |
| 2007-2008              | Kärnten                | EL                     | 29         | 1          | -               | -               | -               | -                  | -                  | -                  | -           | -           | -           | 29     | 1      |        |
| Totale Kärnten         | Totale Kärnten         | Totale Kärnten         | 33         | 2          |                 | -               | -               |                    | -                  | -                  |             | -           | -           | 33     | 2      |        |
| 2008-2009              | Wiener Neustadt        | EL                     | 26         | 7          | CA              | 4               | 1               | -                  | -                  | -                  | -           | -           | -           | 30     | 8      |        |
| 2009-2010              | Wiener Neustadt        | BL                     | 30         | 0          | CA              | 3               | 0               | -                  | -                  | -                  | -           | -           | -           | 33     | 0      |        |
| 2010-2011              | Wiener Neustadt        | BL                     | 25         | 5          | CA              | 1               | 0               | -                  | -                  | -                  | -           | -           | -           | 26     | 5      |        |
| Totale Wiener Neustadt | Totale Wiener Neustadt | Totale Wiener Neustadt | 81         | 12         |                 | 8               | 1               |                    | -                  | -                  |             | -           | -           | 89     | 13     |        |
| 2011-2012              | Rapid Vienna           | BL                     | 23         | 7          | CA              | 2               | 0               | -                  | -                  | -                  | -           | -           | -           | 25     | 7      |        |
| 2012-2013              | Rapid Vienna           | BL                     | 32         | 6          | CA              | 4               | 2               | UEL                | 8                  | 0                  | -           | -           | -           | 44     | 8      |        |
| 2013-2014              | Rapid Vienna           | BL                     | 30         | 11         | CA              | 1               | 0               | UEL                | 9                  | 1                  | -           | -           | -           | 40     | 12     |        |
| 2014-gen. 2015         | Cardiff City           | FLC                    | 3          | 0          | FA Cup+CdL      | 0+2             | 0+1             | -                  | -                  | -                  | -           | -           | -           | 5      | 1      |        |
| gen.-giu. 2015         | Norimberga             | 2BL                    | 14         | 6          | CG              | -               | -               | -                  | -                  | -                  | -           | -           | -           | 14     | 6      |        |
| 2015-2016              | Norimberga             | 2BL                    | 33+2       | 13         | CG              | 3               | 1               | -                  | -                  | -                  | -           | -           | -           | 38     | 14     |        |
| 2016-gen. 2017         | Norimberga             | 2BL                    | 16         | 14         | CG              | 2               | 0               | -                  | -                  | -                  | -           | -           | -           | 18     | 14     |        |
| Totale Norimberga      | Totale Norimberga      | Totale Norimberga      | 63+2       | 33         |                 | 5               | 1               |                    | -                  | -                  |             | -           | -           | 70     | 34     |        |
| gen.-giu. 2017         | Schalke 04             | BL                     | 18         | 9          | CG              | 2               | 0               | UEL                | 5                  | 3                  | -           | -           | -           | 25     | 12     |        |
| 2017-2018              | Schalke 04             | BL                     | 32         | 11         | CG              | 5               | 2               | -                  | -                  | -                  | -           | -           | -           | 37     | 13     |        |
| 2018-2019              | Schalke 04             | BL                     | 24         | 4          | CG              | 3               | 0               | UCL                | 6                  | 1                  | -           | -           | -           | 33     | 5      |        |
| 2019-2020              | Schalke 04             | BL                     | 21         | 0          | CG              | 3               | 2               | -                  | -                  | -                  | -           | -           | -           | 24     | 2      |        |
| Totale Schalke 04      | Totale Schalke 04      | Totale Schalke 04      | 95         | 24         |                 | 13              | 4               |                    | 11                 | 4                  |             | -           | -           | 119    | 32     |        |
| 2020-2021              | St. Pauli              | 2BL                    | 22         | 11         | CG              | 0               | 0               | -                  | -                  | -                  | -           | -           | -           | 22     | 11     |        |
| 2021-2022              | St. Pauli              | 2BL                    | 31         | 18         | CG              | 4               | 2               | -                  | -                  | -                  | -           | -           | -           | 35     | 20     |        |
| Totale St. Pauli       | Totale St. Pauli       | Totale St. Pauli       | 53         | 29         |                 | 4               | 2               |                    | -                  | -                  |             | -           | -           | 57     | 31     |        |
| 2022-2023              | Rapid Vienna           | BL                     | 31         | 21         | CA              | 6               | 3               | UECL               | 6                  | 1                  | -           | -           | -           | 43     | 25     |        |
| 2023-2024              | Rapid Vienna           | BL                     | 15         | 6          | CA              | 2               | 1               | UECL               | 3                  | 1                  | -           | -           | -           | 20     | 8      |        |
| Totale Rapid Vienna    | Totale Rapid Vienna    | Totale Rapid Vienna    | 131        | 51         |                 | 15              | 6               |                    | 26                 | 3                  |             | -           | -           | 172    | 60     |        |
| Totale carriera        | Totale carriera        | Totale carriera        | 461        | 151        |                 | 47              | 15              |                    | 37                 | 7                  |             | -           | -           | 545    | 173    |        |

### Cronologia presenze e reti in nazionale
| Cronologia completa delle presenze e delle reti in nazionale ― Germania | Cronologia completa delle presenze e delle reti in nazionale ― Germania | Cronologia completa delle presenze e delle reti in nazionale ― Germania | Cronologia completa delle presenze e delle reti in nazionale ― Germania | Cronologia completa delle presenze e delle reti in nazionale ― Germania | Cronologia completa delle presenze e delle reti in nazionale ― Germania | Cronologia completa delle presenze e delle reti in nazionale ― Germania | Cronologia completa delle presenze e delle reti in nazionale ― Germania |
| Data                                                                    | Città                                                                   | In casa                                                                 | Risultato                                                               | Ospiti                                                                  | Competizione                                                            | Reti                                                                    | Note                                                                    |
| ----------------------------------------------------------------------- | ----------------------------------------------------------------------- | ----------------------------------------------------------------------- | ----------------------------------------------------------------------- | ----------------------------------------------------------------------- | ----------------------------------------------------------------------- | ----------------------------------------------------------------------- | ----------------------------------------------------------------------- |
| 29-2-2012                                                               | Klagenfurt am Wörthersee                                                | Austria                                                                 | 3 – 1                                                                   | Finlandia                                                               | Amichevole                                                              | -                                                                       | 85’                                                                     |
| 1-6-2012                                                                | Innsbruck                                                               | Austria                                                                 | 3 – 2                                                                   | Ucraina                                                                 | Amichevole                                                              | -                                                                       | 75’                                                                     |
| 5-6-2012                                                                | Innsbruck                                                               | Austria                                                                 | 0 – 0                                                                   | Romania                                                                 | Amichevole                                                              | -                                                                       | 65’                                                                     |
| 15-6-2012                                                               | Vienna                                                                  | Austria                                                                 | 2 – 0                                                                   | Turchia                                                                 | Amichevole                                                              | -                                                                       | 84’                                                                     |
| 11-9-2012                                                               | Vienna                                                                  | Austria                                                                 | 1 – 2                                                                   | Germania                                                                | Qual. Mondiali 2014                                                     | -                                                                       | 55’                                                                     |
| 6-9-2013                                                                | Monaco di Baviera                                                       | Germania                                                                | 3 – 0                                                                   | Austria                                                                 | Qual. Mondiali 2014                                                     | -                                                                       | 67’                                                                     |
| 10-9-2013                                                               | Vienna                                                                  | Austria                                                                 | 1 – 0                                                                   | Irlanda                                                                 | Qual. Mondiali 2014                                                     | -                                                                       | 60’                                                                     |
| 26-3-2016                                                               | Vienna                                                                  | Austria                                                                 | 2 – 1                                                                   | Albania                                                                 | Amichevole                                                              | -                                                                       | 87’                                                                     |
| 29-3-2016                                                               | Vienna                                                                  | Austria                                                                 | 1 – 2                                                                   | Turchia                                                                 | Amichevole                                                              | -                                                                       | 67’                                                                     |
| 24-3-2017                                                               | Vienna                                                                  | Austria                                                                 | 2 – 0                                                                   | Moldavia                                                                | Qual. Mondiali 2018                                                     | -                                                                       | 82’                                                                     |
| 11-6-2017                                                               | Dublino                                                                 | Irlanda                                                                 | 1 – 1                                                                   | Austria                                                                 | Qual. Mondiali 2018                                                     | -                                                                       | 75’                                                                     |
| 6-10-2017                                                               | Vienna                                                                  | Austria                                                                 | 3 – 2                                                                   | Serbia                                                                  | Qual. Mondiali 2018                                                     | 1                                                                       | 55’ 82’                                                                 |
| 9-10-2017                                                               | Chișinău                                                                | Moldavia                                                                | 0 – 1                                                                   | Austria                                                                 | Qual. Mondiali 2018                                                     | -                                                                       | 46’                                                                     |
| 14-11-2017                                                              | Vienna                                                                  | Austria                                                                 | 2 – 1                                                                   | Uruguay                                                                 | Amichevole                                                              | -                                                                       | 74’                                                                     |
| 23-3-2018                                                               | Klagenfurt am Wörthersee                                                | Austria                                                                 | 3 – 0                                                                   | Slovenia                                                                | Amichevole                                                              | -                                                                       | 69’                                                                     |
| 27-3-2018                                                               | Lussemburgo                                                             | Lussemburgo                                                             | 0 – 4                                                                   | Austria                                                                 | Amichevole                                                              | -                                                                       | 75’ 89’                                                                 |
| 30-5-2018                                                               | Innsbruck                                                               | Austria                                                                 | 1 – 0                                                                   | Russia                                                                  | Amichevole                                                              | -                                                                       | 46’                                                                     |
| 2-6-2018                                                                | Klagenfurt am Wörthersee                                                | Austria                                                                 | 2 – 1                                                                   | Germania                                                                | Amichevole                                                              | -                                                                       | 84’                                                                     |
| 10-6-2018                                                               | Vienna                                                                  | Austria                                                                 | 0 – 3                                                                   | Brasile                                                                 | Amichevole                                                              | -                                                                       | 58’                                                                     |
| 6-9-2018                                                                | Vienna                                                                  | Austria                                                                 | 2 – 0                                                                   | Svezia                                                                  | Amichevole                                                              | -                                                                       | 59’                                                                     |
| 11-9-2018                                                               | Zenica                                                                  | Bosnia ed Erzegovina                                                    | 1 – 0                                                                   | Austria                                                                 | UEFA Nations League 2018-2019 - 1º turno                                | -                                                                       | 81’                                                                     |
| 12-10-2018                                                              | Vienna                                                                  | Austria                                                                 | 1 – 0                                                                   | Irlanda del Nord                                                        | UEFA Nations League 2018-2019 - 1º turno                                | -                                                                       | 83’                                                                     |
| 16-10-2018                                                              | Herning                                                                 | Danimarca                                                               | 2 – 0                                                                   | Austria                                                                 | Amichevole                                                              | -                                                                       |                                                                         |
| 7-6-2019                                                                | Vienna                                                                  | Austria                                                                 | 1 – 0                                                                   | Slovenia                                                                | Qual. Euro 2020                                                         | 1                                                                       | 71’                                                                     |
| 10-6-2019                                                               | Skopje                                                                  | Macedonia del Nord                                                      | 1 – 4                                                                   | Austria                                                                 | Qual. Euro 2020                                                         | -                                                                       | 89’                                                                     |
| 16-10-2023                                                              | Baku                                                                    | Azerbaigian                                                             | 0 – 1                                                                   | Austria                                                                 | Qual. Euro 2024                                                         | -                                                                       | 82’ 90+2’, 90+4’                                                        |
| Totale                                                                  |                                                                         | Presenze                                                                | 26                                                                      |                                                                         | Reti                                                                    | 2                                                                       |                                                                         |